# Henryk Górski (senator)
Henryk Górski (ur. 9 lutego 1949 w Górkach-Grubakach, zm. 19 maja 2014 w Warszawie) – polski polityk, rolnik i samorządowiec, senator VI, VII i VIII kadencji.

## Życiorys
Syn Wacława i Walerii. W 1980 ukończył studia na Wydziale Rolniczym Szkoły Głównej Gospodarstwa Wiejskiego w Warszawie. Prowadził własne gospodarstwo rolne. W latach 1990–2005 pełnił funkcję wójta gminy Korytnica, a od 1994 do 2002 był radnym tej gminy (w 1998 został wybrany z listy Akcji Wyborczej Solidarność).
W wyborach w 1993 bez powodzenia ubiegał się o mandat senatorski z ramienia Zjednoczenia Polskiego. W wyborach parlamentarnych w 2005 został wybrany na senatora VI kadencji z ramienia Prawa i Sprawiedliwości w okręgu siedleckim. W wyborach parlamentarnych w 2007 po raz drugi uzyskał mandat senatorski, otrzymując 99 902 głosy. W 2011 z powodzeniem ubiegał się o reelekcję, w nowym okręgu jednomandatowym dostał 46 999 głosów. Zmarł w trakcie kadencji. Pochowany na cmentarzu parafialnym w Korytnicy.
Był ojcem Macieja Górskiego.

## Odznaczenia
- Krzyż Oficerski Orderu Odrodzenia Polski (pośmiertnie, 2014)[7]
- Brązowy Medal „Za zasługi dla obronności kraju” (2010)[8]